# Ehemalige Lambertusschule

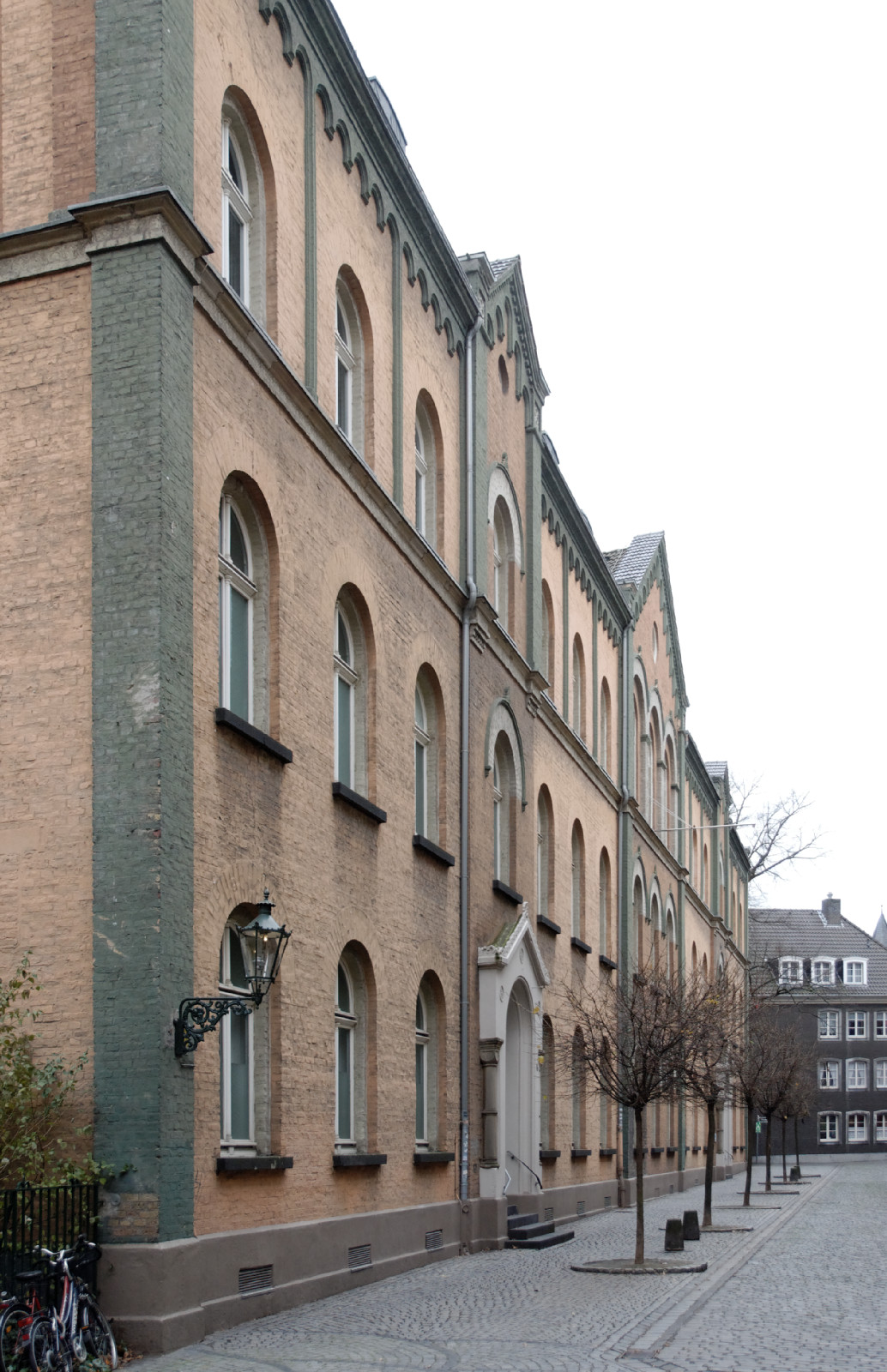
Ehemalige Lambertusschule

Die ehemalige Lambertusschule an der Lambertusstraße 1 in Düsseldorf wurde 1844 von dem Stadtbaumeister Bergius im Stil der Neoromanik erbaut. Der damalige Neubau der Schule kostete die Gemeine Düsseldorf 8374 Thaler. Vorher war die Lambertusschule, benannt nacht der Pfarrkirche St. Lambertus, am Stiftsplatz Nr. 6 untergebracht.
Als „kommunaler Repräsentationsbau“ greift er „historistisch die rheinische Tradition des spätromanischen Kirchenbaus“ auf und bedient sich der Formensprache der Romanik. Das Gebäude ist viergeschossig und hat eine überstrichene Klinkerfassade. Die Fassade ist langgestreckt und wird durch verschieden breite Risalite mit Dreiecksgiebel gegliedert. Strebepfeiler an den Gebäudekanten und Lisenen im oberen Bereich schmücken das Gebäude. Ein Fries unterhalb des Dachgesimses zeigt Rundbogen bzw. Klötzchen. Gewirtelte Säulchen mit Würfelkapitellen rahmen die Giebel der zurückgesetzten Eingänge ein. Palmetten, Sternblumen, Blendoculi sind weitere Dekoration. 
Von 1844 bis 1924 drückten ganze Generationen in der katholischen Volksschule aus der Gründerzeit die Schulbank; beispielsweise im Jahre 1888 sechzehn Klassen mit 1115 Kindern. Während der Zeit des Nationalsozialismus wurde das Gebäude als Dienststelle für die Hitlerjugend in Beschlag genommen. Später richtete die Stadt Düsseldorf dort eine Verwaltungsstelle ein und brachte das Amt für Chemische und Lebensmittel-Untersuchung dort unter. 1984 wurde das Haus unter Denkmalschutz gestellt. Von 2014 bis 2016 wurde das nun so genannte „LambertusEins“ zu einem Wohnhaus mit Luxus-Eigentumswohnungen umgebaut.